# إرفينغ جيل
إرفينغ جيل (بالإنجليزية: Irving Gill) هو مهندس معماري أمريكي، ولد في 26 أبريل 1870 في Tully, New York ‏ في الولايات المتحدة، وتوفي في 7 أكتوبر 1936 في كارلسباد في الولايات المتحدة.

## وصلات خارجية
- إرفينغ جيل على موقع الموسوعة البريطانية (الإنجليزية)